# Celosia leptostachya
Celosia leptostachya är en amarantväxtart som beskrevs av George Bentham. Celosia leptostachya ingår i släktet celosior, och familjen amarantväxter. Utöver nominatformen finns också underarten C. l. robusta.